# Verwechselte Farben
Die Verwechselten Farben, auch gewechselte Farben, sind in der Heraldik eine besondere Art der Farbgebung.
Mehrere Varianten haben sich erfolgreich durchgesetzt. Eine Variante beruht darauf, an der Teilungslinie den Farbwechsel durch Zweifarbigkeit in einem wappenschildfüllenden Heroldsbild oder einer gemeinen Figur zu verwenden.
Eine andere Variante ist, dass hierbei die Farben der betroffenen Felder an der Teilungs- oder Spaltungslinie mit den Teilen des im entsprechenden Feld hineinragenden Teils des ungleichen Heroldsbildes in konträrer Art wechseln. Das heißt, die Schildfarbe des einen Feldes wechselt über die Trennlinie in den Teil des gleichen Heroldsbildes des anderen Feldes und umgekehrt. Ein völlig anderes Heroldsbild als in der Darstellung zuvor stellt die dritte Variante dar.
Der Begriff kann naturgemäß immer nur im Plural benutzt werden, denn mindestens zwei heraldische Farben, einschließlich der Metalle, sind immer betroffen.
In älteren Wappenbriefen oder Dokumenten wird auch der Ausdruck geschränkte Farbe beziehungsweise verschränkte Farbe verwendet. Richtig wäre, den Begriff wechselnde Farbe oder abwechselnde Tingierung zu verwenden, denn es wird nichts verwechselt, sondern es werden Farben in abwechselnder Wahl verwendet. Aber der Begriff hat sich zum Leidwesen mancher Heraldiker in altertümlichem Deutsch (wie „vertauschen“) eingebürgert.
Die Symmetrie der Wappenbilder begünstigt verwechselte Farben, ist aber nicht Voraussetzung. Fast jeder Wappenschnitt und jedes Heroldsbild sind geeignet. Diese Tingierungsart ist eine sehr einfache und wirkungsvolle Darstellung.

## Beispiele

Gespalten von Blau und Silber, oben belegt mit zwei gekreuzten Lindenblättern und unten mit zwei gekreuzten Rudern (Angath, AT)
In geteiltem und fünfmal von Rot und Silber in verwechselten Farben gespaltenem Schild ein  Rad in verwechselten Farben (Assamstadt, DE)
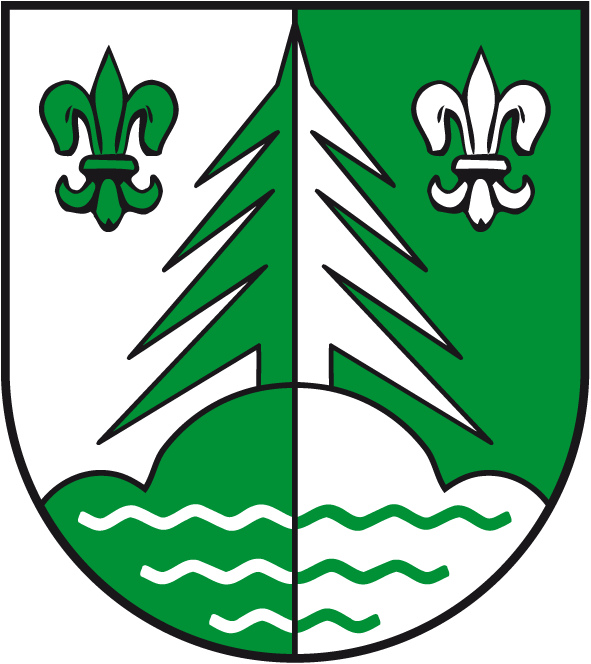
Gespalten von Silber und Grün, in verwechselten Tinkturen eine von zwei Lilien begleitete Tanne auf einem mit drei Wellenlinien belegten Dreiberg ∗ (Brocken-Hochharz, DE)
In Rot ein schräglinker silberner Wellenbalken, den, schräglinks gekreuzt, ein Anker mit Ring und ein Spaten in verwechselten Farben überdecken (Brunsbüttel, DE)
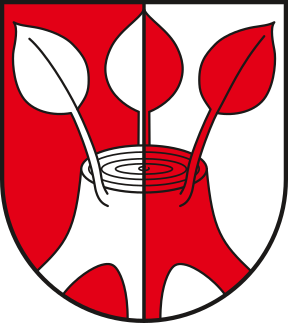
Von Rot und Silber gespalten mit einem von drei jungen Trieben beblätterten Baumstumpf in verwechselten Farben (Dönitz/Altmark, DE)
In von Gold und Grün gespaltenem Schild eine Eiche mit acht Blättern und sieben Eicheln; darauf in einem Mittelschild ein Richtrad; alles in verwechselten Farben, zudem redend (Eichigt, DE)
Gespalten von Silber und Grün; darin eine Windmühle auf einem mit einem Wellenbalken belegten Berg, alles in verwechselten Farben  (Etingen, DE)
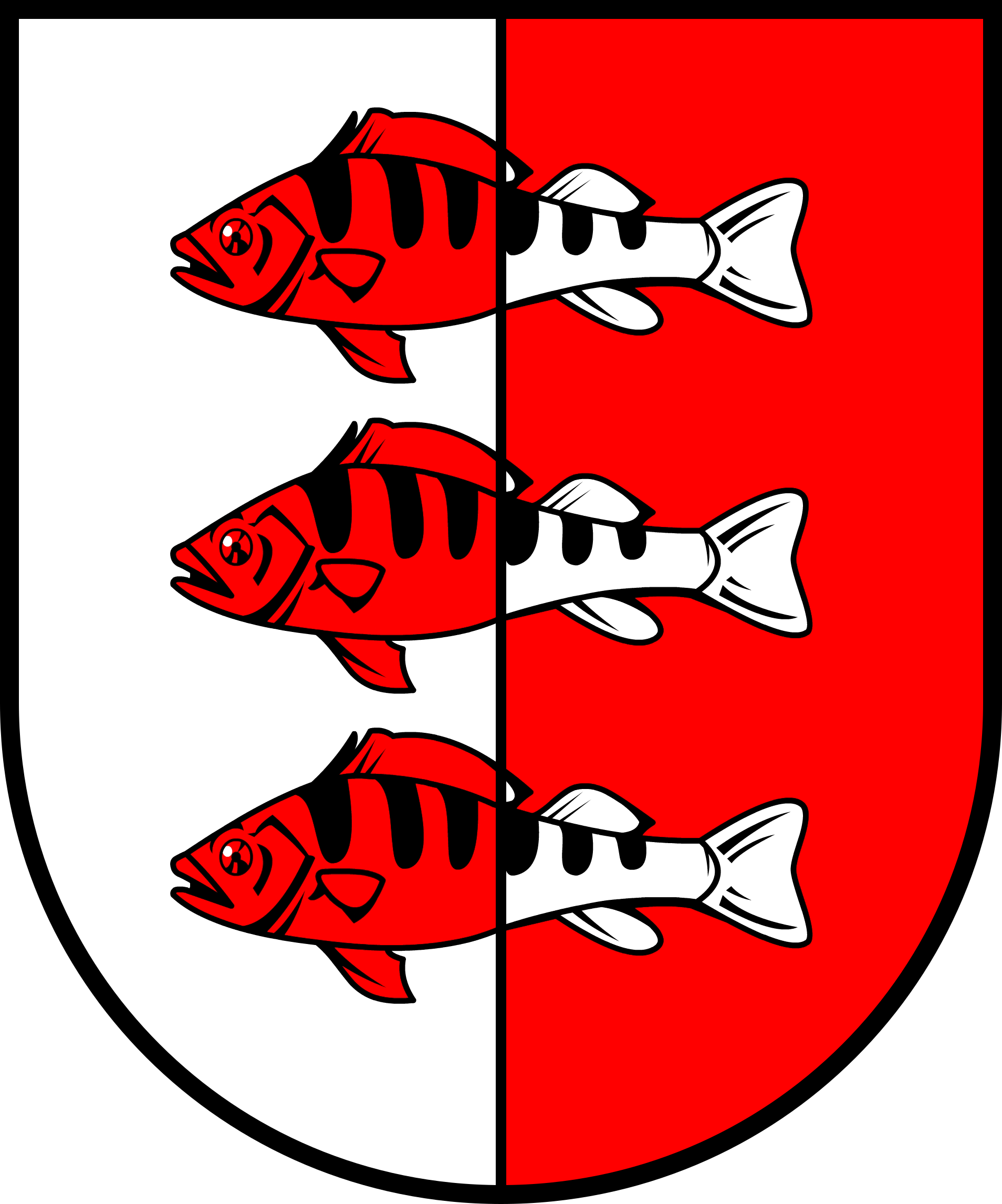
Gespalten von Silber und Rot; darin drei Barsche pfahlweise in verwechselten Farben (Gröningen, DE)
In blau-silbern geviertem Schild mit vierfach von Silber und Blau gestücktem Schildbord, auf dessen vier Schnittlinien je eine Kugeln in verwechselten Farben liegt, eine Kanne in verwechselten Farben (Verbandsgemeinde Höhr-Grenzhausen, DE)
In silbern und rot sechsfach balkenweise geständertem Schild, ein Sechsblatt in verwechselten Farben (Hohenroda, DE mit Apfelblättern)
In Blau vorn bis zur Schildmitte am rechten Schildrand beginnend drei unten, nach hinten gebogene und in einem Punkt des linken Schildrandes auslaufende silberne (weiße) Pfähle, in der Schildmitte eine Schale in verwechselten Farben (Karlsbad/Baden, DE)
Gespalten von Rot und Silber, darin ein Greifenlöwe in verwechselten Farben (Schwabbruck, DE)
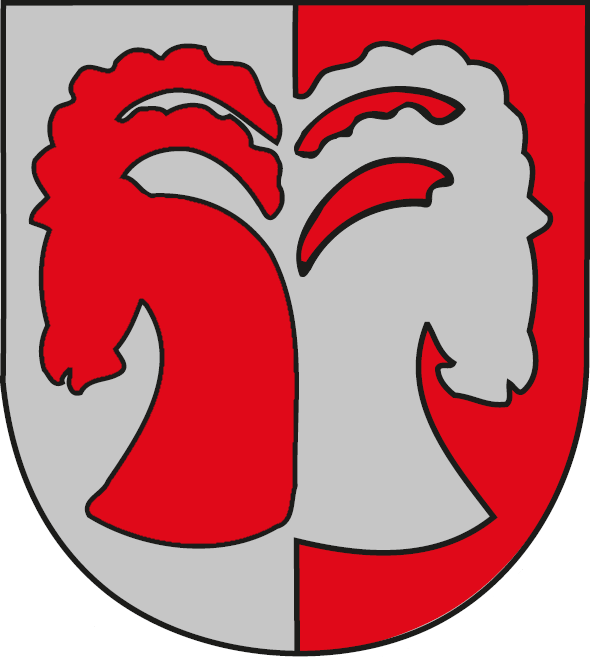
Auf von Silber und Rot gespaltenem Schild zwei abgewendete Steinbockköpfe (St. Leonhard im Pitztal, AT)
Horizontal wie vertikal verwechselt (Linescio, CH)
In Silber ein beidseitig eingebogener blauer Pfahl, in dem eine silberne Waage in verwechselten Farben über einem silbernen Anker steht ∗∗ (Qaqortoq, GRL)
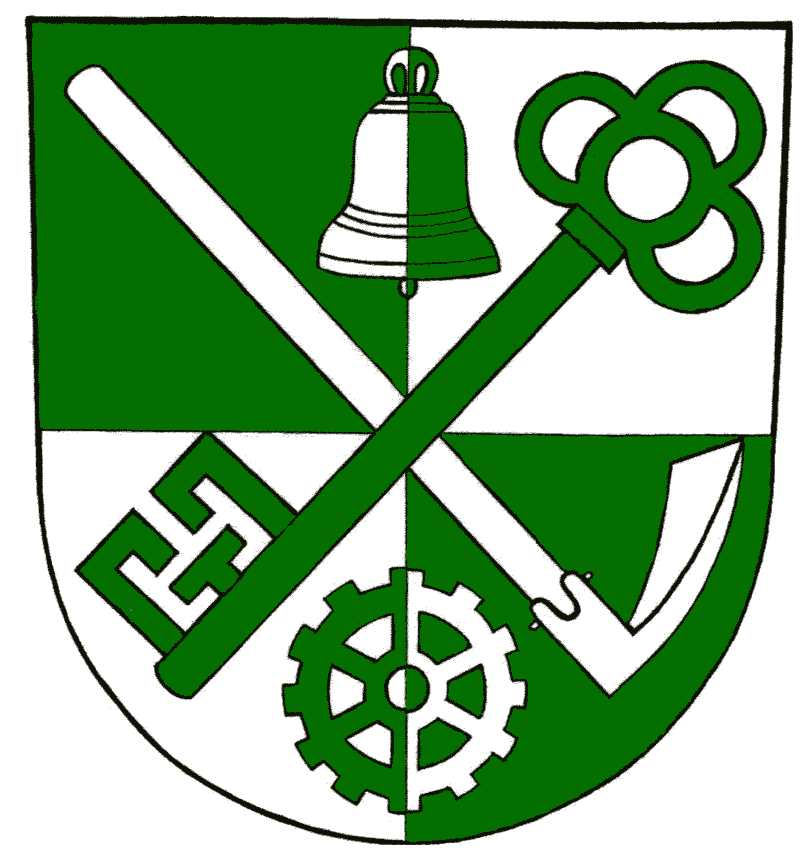
Geviert von Grün und Silber; schräggekreuzt eine gestürzte silberne Hacke mit nach außen weisendem Blatt und ein gestürzter grüner Schlüssel mit nach außen weisendem Bart, begleitet: oben von einer Glocke, unten von einem Zahnrad, beide in verwechselten Farben (Samtens auf Rügen, DE)
Von Gold und Rot schräglinks geteilt, an der Trennungslinie oben ein und unten zwei Kleeblätter in verwechselnden Farben (Schönwies, AT)
In einem von Silber und Rot gespaltenen Schild eine gotische Kirche auf der Spaltlinie in verwechselten Farben mit dem Turm im silbernen Feld. Vom oberen Rande zwei gestürzte rote und silberne halbe Spitzen mit je einer Kirche in verwechselten Farben (Sölden, AT)
Von Silber und Rot schräglinks geteilt, darauf in vertauschten Farben ein  Eichenstumpf (Wahlstedt, DE)